# Norah Borges

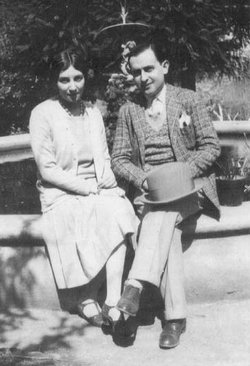
Norah Borges - Guillermo de Torre (1928)

Leonor Fanny "Norah" Borges Acevedo (4 tháng 3 năm 1901 - 20 tháng 7 năm 1998), là một nghệ sĩ thị giác và nhà phê bình nghệ thuật, thành viên của nhóm Florida, và em gái của nhà văn Argentina Jorge Luis Borges.

## Cuộc sống thiếu thời
Bà là con gái của Tiến sĩ Jorge Guillermo Borges và Leonor Acevedo Suárez. Leonor được đặt tên Norah bởi anh trai của cô, Jorge Luis Borges.
Khi còn là một đứa trẻ, bà di chuyển cùng gia đình đến Thụy Sĩ để điều trị chứng mù lòa tiến triển của cha cô, luật sư Jorge Guillermo Borges. Bà học với nhà điêu khắc cổ điển Maurice Sarkisoff tại École des Beaux-Arts của Genève. Ở Lugano, bà học với Arnaldo Bossi và gần gũi với các nhà biểu hiện người Đức như Ernst Ludwig Kirchner. Với Bossi, Borges đã học nghệ thuật khắc gỗ và tính thẩm mỹ của chủ nghĩa biểu hiện.

## Sự nghiệp ban đầu
Ở Thụy Sĩ, Borges đã viết và minh họa cuốn sách bằng thơ đầu tiên của mình, Notas lejanas (1915). Sau khi công bố, Borges và gia đình bà hy vọng sẽ trở về Argentina, nhưng ở lại châu Âu của họ đã được kéo dài 4 năm vì Chiến tranh thế giới thứ nhất. Trong thời gian này, Borges đã thấy phần lớn châu Âu. Đầu tiên, bà viếng thăm Provence (Borges rất ấn tượng với Nîmes, và dành một số công việc sau này cho chuyến đi của bà ở đó). Sau khi đi qua tỉnh này, bà chuyển đến Tây Ban Nha, nơi bà tiếp tục học tập và tham gia phong trào Avant-Garde. Tại Tây Ban Nha, Borges lần đầu tiên đến thăm Barcelona, và sau đó, vào năm 1919, chuyển đến Palma, Majorca. Ở Palma, bà theo học Sven Westman và cộng tác với anh trai mình trên tạp chí Baleares.
Tiếp theo, bà đến thăm Sevilla, nơi bà trở thành một phần của đội tiên phong Ultraísmo, đã xuất bản tác phẩm của mình trên các tạp chí như Grecia, Ultra, Tableros y Reflector, và vào năm 1920 bà minh họa bìa của El jardin de centauro (Vườn của Centaur), một cuốn sách thơ của Adriano del Valle. Sau khi rời Sevilla, bà đi qua Granada và cuối cùng đến Madrid, nơi bà học với họa sĩ Julio Romero de Torres. Ở đây bà kết bạn với nhà thơ Juan Ramón Jiménez. Bà minh họa một số cuốn sách của ông và dành một bức chân dung ông trong cuốn sách Españoles de tres mundos của bà.